# Sabrina Viguier
Sabrina Viguier (Rodez, 4 de enero de 1981) es una futbolista francesa que juega como defensa central en el Kopparbergs Göteborg.

## Trayectoria
Viguier comenzó su carrera en 2000 en el Toulouse FC, con el que debutaría en la Copa de Europa. Ese mismo año debutó con la selección francesa, con la que jugaría entre 2001 y 2013 2 Mundiales, 3 Eurocopas y los Juegos Olímpicos de Londres. 
En 2006 fichó por el Montpellier HSC, que dejó en 2010 por el Olympique Lyon, con el que ganó dos Ligas de Campeones. 
En 2014 dejó la liga francesa y fichó por el Kopparbergs Göteborg de la Damallsvenskan sueca.